# Viana de Cega
Viana de Cega ist eine nordspanische Kleinstadt und eine Gemeinde (municipio) mit 2.292 Einwohnern (Stand: 2024) in der Provinz Valladolid in der autonomen Region Kastilien-León. Zur Gemeinde gehört neben dem Hauptort Viana de Cega die Ortschaft Pago de Viñagrande.

## Geografie
Viana de Cega liegt im Süden der Provinz Valladolid etwa 14 Kilometer südsüdwestlich vom Stadtzentrum von Valladolid an nahe der Segovia in einer Höhe von ca. 695 m. 

## Bevölkerungsentwicklung
| 446 | 698 | 763 | 797 | 1056 | 1586 | 1968 | 2160 |

## Sehenswürdigkeiten
- Kirche Mariä Himmelfahrt (Iglesia de Nuestra Señora de la Asunción)
- Museum Taurino Emilio Casares Herrero

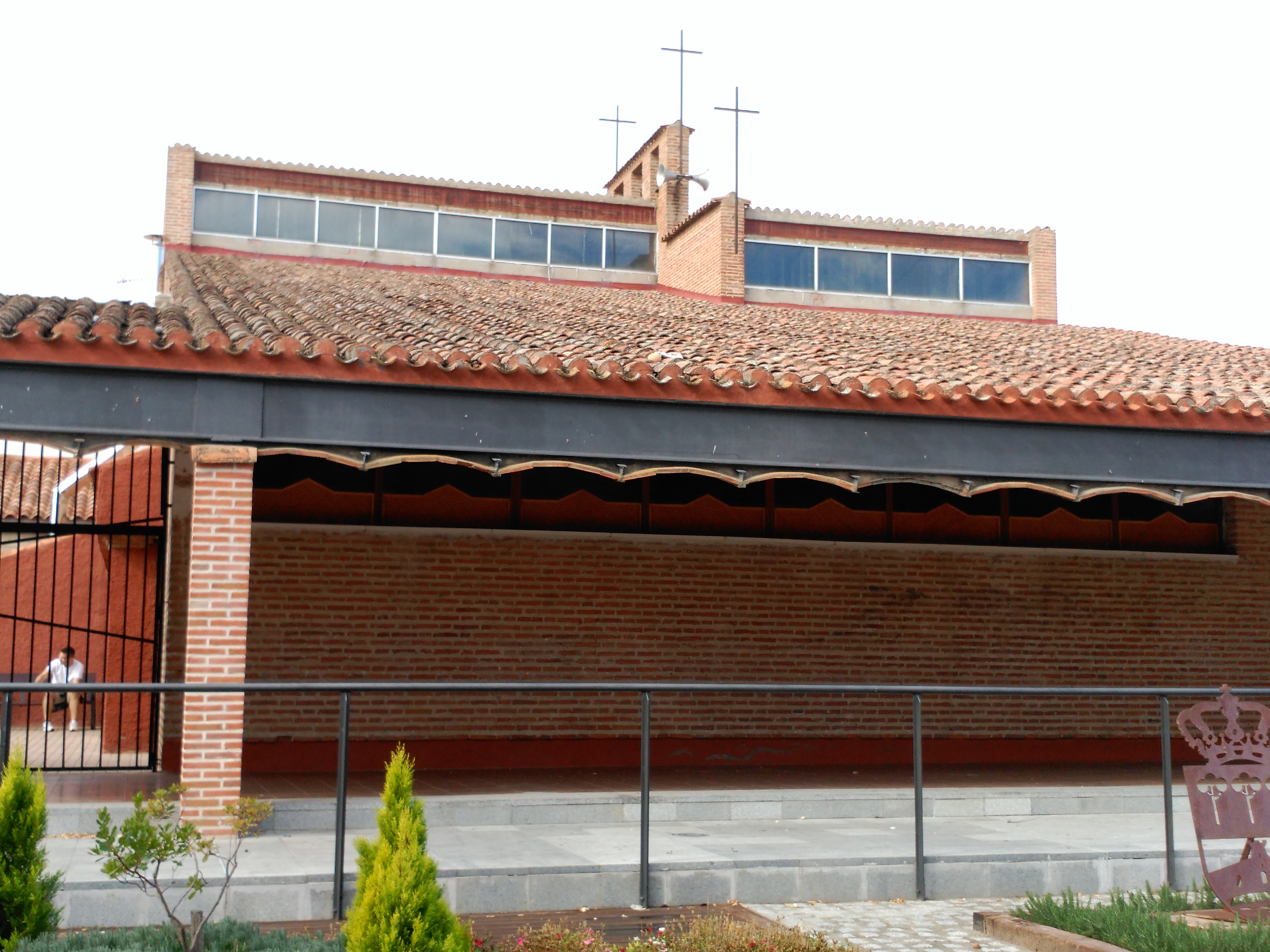
Kirche Mariä Himmelfahrt
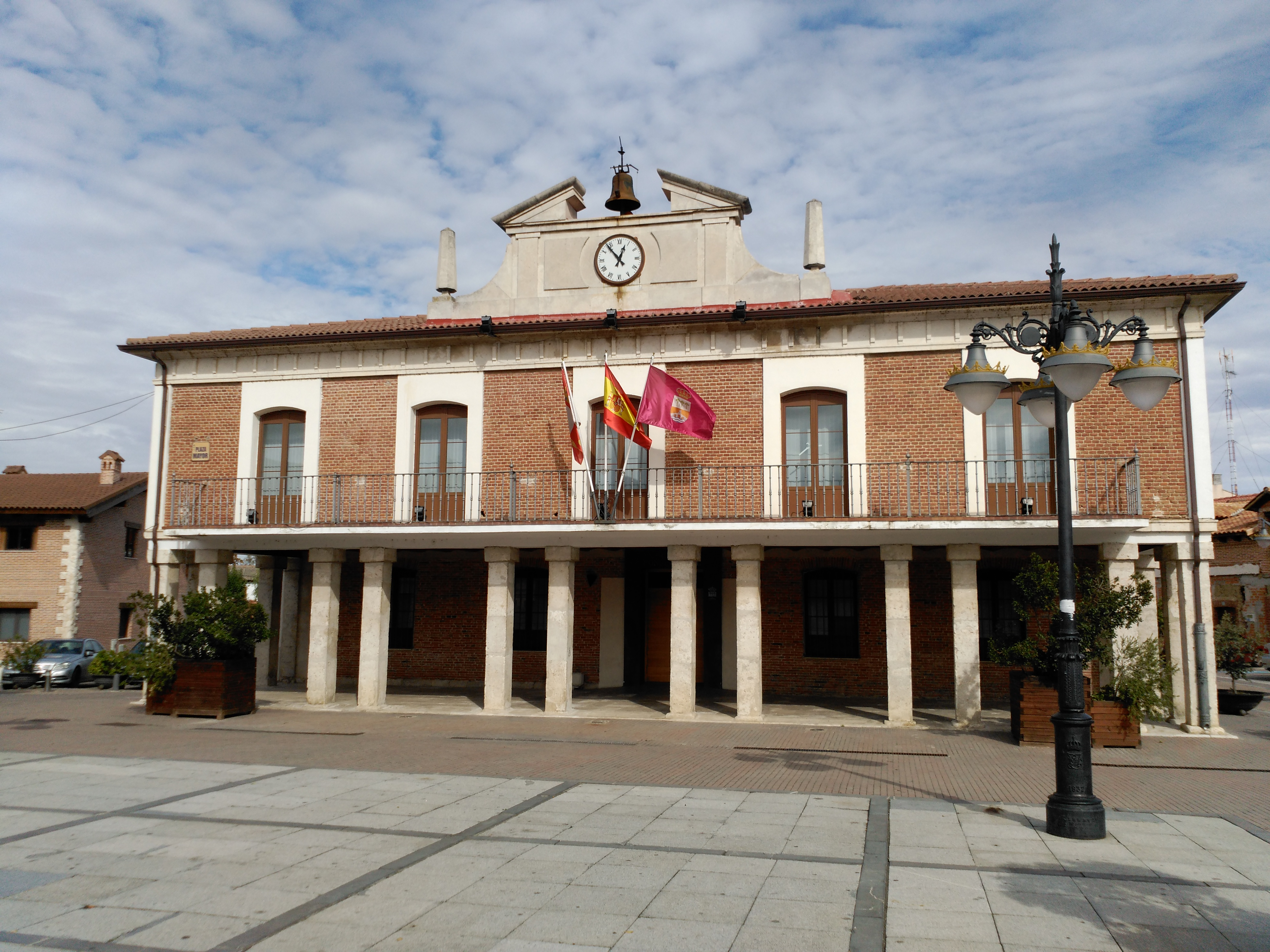
Rathaus